# کاونچنه
کاونچنه (به لهستانی:  Kałęczyny) یک روستا در لهستان است که در گمینا اوک واقع شده‌است.